# Aranykorona (fizetőeszköz)
Franciaországban a 14. században először vert aranypénz egy koronával, sok későbbi aranypénznek mintául szolgált. A németországi új 10 márkás aranyat is koronának (Krone) nevezték. Az aranykorona az Osztrák–Magyar Monarchiában 1900. január 1-jétől az ezüst alapú forint helyett bevezetett arany alapú pénzegység, a korona 10, 20, majd 100 koronás aranyból vert érméje. Az aranykorona 1927-ig maradt törvényes fizetőeszköz.
Oly aranyötvözetből verték, melynek kilenctizedrésze színarany, egy tizedrésze réz. 1 kg tiszta aranyból 328 tízkoronást vertek, tehát egy tízkoronás 3,04878 g színaranyat tartalmazott. 1 kg tiszta aranyból 164 húszkoronást vertek, tehát egy húszkoronás tömege 6,7750 g, amiből 6,09756 g színarany. A húszkoronás arany átmérője 21 mm., a 10 koronásé 19 mm.
Az aranykoronások képe egyforma. A képlapon (avers) látható a király alakja, a koronázási ruhában, Szent István palástjában, fején a szent koronával, jobb kezében a kormánypálca (jogar), baljában az aranyalma. A kép körül a körirat; «Ferencz József I. K. A. Cs. és M. H. S. D. O. Ap. Kir.» (azaz: Isten kegyelméből ausztriai császár és Magyar, Horvát, Szlavón és Dalmátországok apostoli királya). Az arany hátlapján (revers) van a magyar korona országainak egyesített címere a címertartó angyalokkal, a címer felett ezzel a felírással «Magyar királyság» alatta pedig ez áll «20 korona», illetőleg «10 korona». (V. ö. Kálnoki Henrik: Az új pénz; a valutaszabályozás népszerű kátéja. Budapest 1892.)